# 朝倉響子

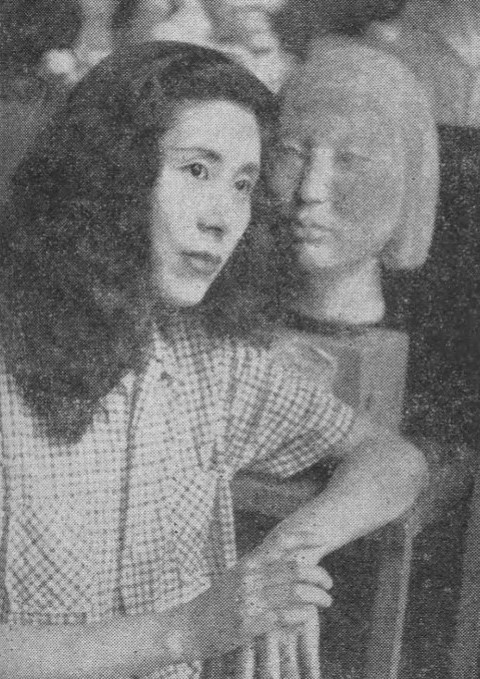
朝倉響子（1957年）

朝倉 響子（あさくら きょうこ、1925年12月9日 - 2016年5月30日）は、日本の彫刻家。本名は矜子。彫刻家朝倉文夫の次女として東京に生まれる。姉は舞台美術家で画家の朝倉摂。

## 略歴
- 1948年 日展特選。
- 1956年 日展脱退。
- 1979年 第7回長野県野外彫刻賞受賞。
- 1982年 中原悌二郎賞優秀賞受賞。

## 主な個展
- 1960年 文藝春秋ギャラリー、東京都
- 1962年 髙島屋、大阪府
- 1967年 ギャラリー・キューブ、東京都

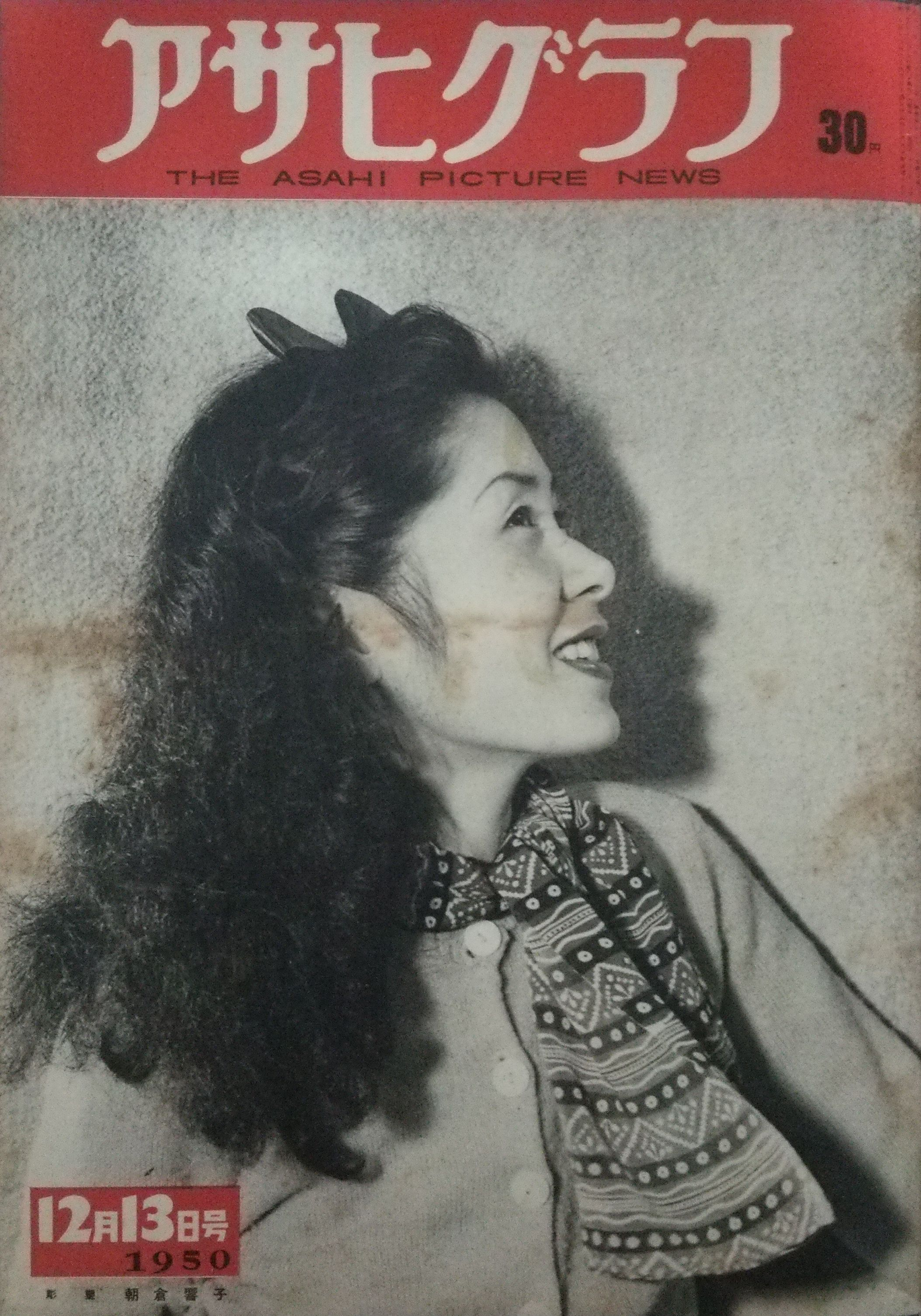
『アサヒグラフ』1950年12月13日号より

- 1970年 ギャラリー・ユニバース、東京都（1973年、1978年、1981年にも）
- 1985年 渋谷PARCO、東京都／山形美術館、山形県
- 1988年 渋谷PARCO、東京都（1993年にも）
- 2000年 現代彫刻センター、東京都
- 2000年 朝倉文夫記念館、大分県
- 2003年-2004年 北九州市立美術館、福岡県
- 2010年 上野の森美術館ギャラリー、東京都

## 主な公共スペース・コレクション
- 『ANNE』 新千歳空港、北海道
- 『ふたり』 仙台市西公園、宮城県
- 『ローリー』 秋田県立近代美術館、秋田県
- 『スーザン』 小国町役場、山形県
- 『MARI』 東京都庁、東京都
- 『マリとシェリー』 東京芸術劇場、東京都
- 『Jill』 日本橋プラザビル、東京都

『フィオーナとアリアン』 教育の森公園、東京都文京区

- 『フィオーナとアリアン』 教育の森公園、東京都
- 『NIKE』『Summer』 東京住友ツインビル、東京都
- 『ぼくは少年新聞や』 有栖川記念公園、東京都
- 『あした（漢字は「日かんむりに辰」）』 東京都立広尾病院、東京都
- 『Woman』 町田駅、東京都
- 『CONNECTION』 府中市役所、東京都
- 『アンとミッシェル』 府中の森公園、東京都
- 『NIKE '83』 ジョイナスの森、神奈川県
- 『ニケとニコラ』 横浜市民文化会館、神奈川県
- 『佐伯矩先生像』佐伯山緑地　東京都
- 『ニコラ』　中央区役所　東京都
- 『晨』　サンパール荒川　東京都
- 『晨』　東京都立中央図書館
- 『ジョセリン』　新宿ミロード2階　東京都
- 『約束の像』　新宿小田急百貨店10階　東京都
- 『ミッシェル』 川口市西公園、埼玉県
- 『ローリー』『マリとキャシー』 佐倉駅、千葉県
- 『憩う』[注 1]。長野市城山公園児童遊園地、長野県
- 『ひととき』 高岡市槐通り、富山県
- 『RAQUEL』 栄小公園、愛知県
- 『Jill』 御堂筋彫刻ストリート、大阪府
- 『フラワー』 ホテルグランドヒル市ヶ谷、東京都
- 『バネッサ』 ホテルグランドヒル市ヶ谷、東京都
- 『リサ』 ホテルグランドヒル市ヶ谷、東京都

## 作品集
- 『朝倉響子彫塑集 光と波と』写真・奈良原一高、PARCO出版、1980年
- 『Kyoko』写真・安斎重男、PARCO出版、1985年